# Мангая
Мангая (англ. Mangaia) — острів у Тихому океані, найпівденніший у складі островів Кука.

## Назва
Перші поселенці називали острів A'Ua'u (в скороченні від akatautika — «вирівняний» або «терасований»), що пов'язано з рельєфом острова і геологією його утворення. Сучасну назву острову дали жителі атола Аїтутакі (а точніше якийсь Тамаеу), які побували на острові за два роки до Джеймса Кука. Вони назвали його Mangaianui-Neneva, що в перекладі означає «жахливо великий мангая». Слово «Мангая» найчастіше перекладають як «світська влада» або «світ». Походження цієї назви мабуть пов'язане з тим, що через наявність на острові декількох племен, вони воювали між собою за владу над островом, і після перемоги одного з них встановився мир-Мангая. Іноді згадуються інші полінезійські назви острова: Манітеа і Пурітеа.

## Географія

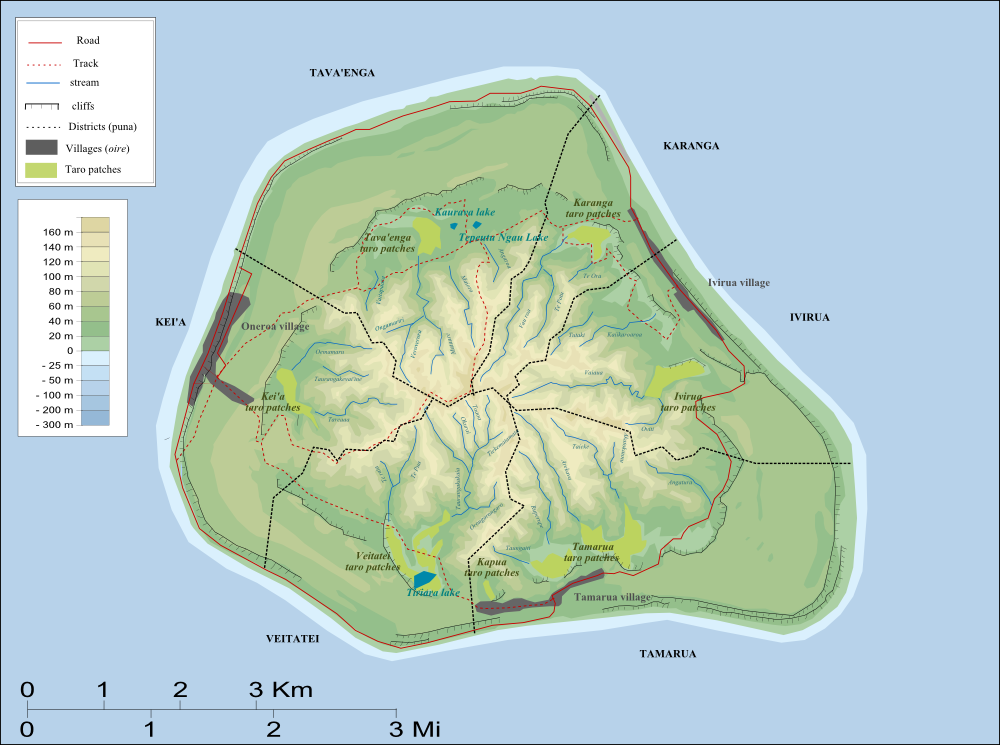
Карта острова Мангая

Острів Мангая розташований у південній частині Тихого океану, за 194 км на південний схід від Раротонги. Острів має форму круга, витягнутого в декількох напрямках. Діаметр острова по лінії схід-захід становить 9,6 км, по лінії північ-південь — 7,2 км. Загальна площа острова — 51,8 км (другий за площею з островів Кука).
Геологічно острів являє собою піднятий атол (вулкан на якому він розташований підноситься на 4750 м над дном океану). Центральне вулканічне плато (діаметром близько 4,8 км) оточене піднятим до 60 м кораловим рифом (макатеа) шириною 1200—1600 м. Макатеа відокремлена від океану прибережною низовиною до 180 м шириною. Підняття відбувалося за кілька етапів. Деякі з вулканічних порід острова мають вік близько 19 млн років, тому острів вважається одним з найстаріших у Тихому океані. Найвища точка острова — гора Рангімотіа висотою 169 м. У південній частині острова розташоване озеро Тіріара. Острів пронизують численні печери (одні з найбільших — Теруарере — були відкриті в 1930-х роках).

## Історія
За легендою острів не був відкритий якимсь древнім мандрівником, а був піднятий з підземного світу Аваїкі разом з першими його жителями. Першим вождем остров'ян був міфічний Ранга. Вважається, що прабатьківщиною перших остров'ян був архіпелаг Самоа.
У легендах остров'ян згадується поява «білих людей» у другій половині XVI століття. Однак офіційним європейським першовідкривачем острова вважається Джеймс Кук, який побачив його під час своєї третьої подорожі 29 березня 1777 року (дозірний корабля «Дискавері» Томас Едгар назвав його на честь корабля — «Острів Дискавері»). Пізніше острів відвідували деякі інші європейські дослідники: 11 лютого 1803 року тут побував Джон Тернбулл, у травні 1808 року — Томас Рейбен на шхуні «Меркурій», а також можливо острів бачили 1789 році заколотники з «Баунті».
15 червня 1824 року на острові були висаджені двоє місіонерів (Давид і Т'єр) з Таїті. Острів залишався під наглядом місії таїтян до організації місії на Раротонзі в 1839 році. 28 жовтня 1888 року Мангая офіційно була оголошена колонією Британської імперії (прапор над островом підняв капітан судна «Гіацинт» Бурк). Острів став частиною федерації островів Кука, а з 1901 року — Нової Зеландії.

## Населення
За оцінками місіонерів у 1820-і — 1830-і роки чисельність населення острова складала близько 2000-3000 осіб. За переписом 1902 року чисельність населення становила 1541 особу. В середині століття чисельність населення трохи зросла (до 2074 жителів у 1971 році), а потім стала знижуватися. У 2006 році на острові проживало лише 640 осіб (постійно — 631). Більшість постійного населення — 606 осіб — етнічно є маорі островів Кука. Жінок на острові трохи більше, ніж чоловіків: 324 проти 307. Зайнятими в господарстві себе вважають 168 осіб, більшість з яких — чоловіки (109). Все населення проживає в 177 будинках (в середньому по 4 особи в будинку).
За переписом 2011 року населення острова скоротилося до 562 осіб.
На Мангаї є три села: Онероа (найбільше, розташоване на східному березі), Івіруа (в західній частині острова) і Тамаруа (на півдні острова). Територія острова традиційно ділиться на шість районів: Тава'енга, Кеїа, Веїтатеї, Каранга, Івіруа й Тамаруа, що відображено в Конституції островів Кука. Ці райони у свою чергу також поділяються на підрайони.
Жителі розмовляють місцевим діалектом кукської мови, більшість з них володіє також англійською мовою.